# Persone di nome Dorothy
| Questa pagina contiene informazioni ricavate automaticamente dalle voci biografiche con l'ausilio del template Bio e di un bot. L'aggiornamento è periodico e automatico e ricostruisce completamente la pagina. Se manca una persona in questa lista, sei pregato di non aggiungerla, ma accertati piuttosto che la sua voce biografica contenga il template Bio e che i dati anagrafici siano correttamente compilati. Se il template Bio manca, inseriscilo tu stesso o, in alternativa, metti l'avviso {{tmp\|Bio}} che ne segnala la mancanza. Se i dati riportati sono sbagliati, correggi direttamente la voce biografica; le modifiche saranno visibili in questa lista entro pochi giorni. Per chiarimenti vedi il progetto antroponimi. La lista contiene solo le 164 persone che sono citate nell'enciclopedia e per le quali è stato implementato correttamente il template Bio. Pagina aggiornata al 22 lug 2025. |

Questa è una lista di persone presenti nell'enciclopedia che hanno il nome Dorothy, suddivise per attività principale.

## Allenatrici di pallacanestro(1)
- Dorothy Gaters, allenatrice di pallacanestro statunitense (Chicago, n. 1946)

## Altiste(2)
- Dorothy Odam-Tyler, altista britannica (Londra, n. 1920 - † 2014)
- Dorothy Shirley, ex altista britannica (Manchester, n. 1939)

## Archeologhe(1)
- Dorothy Garrod, archeologa britannica (Londra, n. 1892 - Cambridge, † 1968)

## Astronaute(1)
- Dorothy Metcalf-Lindenburger, ex astronauta e insegnante statunitense (Colorado Springs, n. 1975)

## Attiviste(2)
- Dorothy Height, attivista e educatrice statunitense (Richmond, n. 1912 - Washington, † 2010)
- Dorothy D. Houghton, attivista statunitense (Red Oak, n. 1890 - Red Oak, † 1972)

## Attrici teatrali(1)
- Dorothy Stanley, attrice teatrale statunitense (Hartford, n. 1952)

## Aviatrici(1)
- Dorothy Spicer, aviatrice britannica (Londra, n. 1908 - † 1946)

## Biochimiche(1)
- Dorothy Crowfoot Hodgkin, biochimica e cristallografa britannica (Cairo, n. 1910 - Shipston-on-Stour, † 1994)

## Cantanti(5)
- Dorothy Combs Morrison, cantante statunitense (Longview, n. 1944)
- Dorothy Compton, cantante statunitense
- Dorothy Masuka, cantante e compositrice sudafricana (Bulawayo, n. 1935 - Johannesburg, † 2019)
- Dorothy Moore, cantante statunitense (Jackson, n. 1946)
- Dorothy Squires, cantante gallese (Pontyberem, n. 1915 - Llwynypia, † 1998)

## Cantautrici(2)
- Dodie, cantautrice e youtuber britannica (Epping, n. 1995)
- Dar Williams, cantautrice statunitense (Mount Kisco, n. 1967)

## Costumiste(1)
- Dorothy Jeakins, costumista statunitense (San Diego, n. 1914 - Santa Barbara, † 1995)

## Filantrope(2)
- Dorothy Harrison Eustis, filantropa statunitense (Filadelfia, n. 1886 - New York, † 1946)
- Dorothy Payne Whitney, filantropa e editrice statunitense (Washington, n. 1887 - Dartington, † 1968)

## Filosofe(1)
- Dorothy Emmet, filosofa britannica (Kensington, n. 1904 - Cambridge, † 2000)

## Fotografe(1)
- Dorothy Bohm, fotografa britannica (Königsberg, n. 1924 - Londra, † 2023)

## Ginnaste(1)
- Dorothy Dalton, ginnasta statunitense (Newark, n. 1922 - † 1973)

## Giocatrici di baseball(2)
- Dorothy Ferguson, giocatrice di baseball canadese (Virden, n. 1923 - Rockford, † 2002)
- Dorothy Kamenshek, giocatrice di baseball statunitense (Nordwood, n. 1925 - Palm Desert, † 2010)

## Giornaliste(5)
- Dorothy Day, giornalista statunitense (New York, n. 1897 - New York, † 1980)
- Dorothy Dix, giornalista statunitense (n. 1861 - † 1951)
- Dorothy Kilgallen, giornalista e conduttrice televisiva statunitense (Chicago, n. 1913 - New York, † 1965)
- Dorothy Lawrence, giornalista britannica (Hendon, n. 1896 - Londra, † 1964)
- Dorothy Thompson, giornalista, scrittrice e conduttrice radiofonica statunitense (Lancaster, n. 1893 - Lisbona, † 1961)

## Infermiere(1)
- Dorothy Snell, infermiera inglese (Londra, n. 1868 - Roma, † 1932)

## Informatiche(1)
- Dorothy Blum, informatica statunitense (New York, n. 1924 - † 1980)

## Insegnanti(1)
- Dorothy Sunrise Lorentino, insegnante nativa americana (n. 1909 - † 2005)

## Matematiche(2)
- Dorothy Vaughan, matematica e programmatrice statunitense (Kansas City, n. 1910 - Hampton, † 2008)
- Dorothy Maud Wrinch, matematica e biochimica britannica (Rosario, n. 1894 - Falmouth, † 1976)

## Micologhe(1)
- Dorothy Cayley, micologa singalese (n. 1874 - † 1955)

## Modelle(5)
- Dorothy Anstett, modella statunitense (Kirkland, n. 1948)
- Dorothy Benham, modella statunitense (Edina, n. 1955)
- Dovima, modella e attrice statunitense (New York, n. 1927 - Falls Church, † 1990)
- Dorothy Hann, modella statunitense (Camden - Pittsburgh, † 2002)
- Dorothy Stratten, modella e attrice canadese (Vancouver, n. 1960 - Los Angeles, † 1980)

## Montatrici(1)
- Dorothy Spencer, montatrice e attrice statunitense (Covington, n. 1909 - Encinitas, † 2002)

## Musiciste(1)
- Dot Allison, musicista e cantante scozzese (Edimburgo, n. 1969)

## Nobildonne(4)
- Dorothy Bray, nobildonna inglese (Eaton Bray, n. 1524 - Minty, † 1605)
- Dorothy Cavendish, nobildonna inglese (n. 1757 - Londra, † 1794)
- Dorothy Percy, contessa di Northumberland, nobildonna inglese (n. 1564 - † 1619)
- Dorothy Savile, viscontessa Halifax, nobildonna inglese (Althorp, n. 1640 - † 1670)

## Nobili(3)
- Dorothy Percy, nobile inglese (Northumberland, n. 1598 - Penshurst, † 1659)
- Dorothy Sidney, nobile inglese (n. 1617 - † 1684)
- Dorothy Stafford, nobile inglese (n. 1526 - † 1604)

## Paroliere(1)
- Dorothy Fields, paroliera e compositrice statunitense (Allenhurst, n. 1904 - New York, † 1974)

## Patologhe(1)
- Dorothy Hansine Andersen, patologa e pediatra statunitense (Asheville, n. 1901 - New York, † 1963)

## Pattinatrici artistiche su ghiaccio(2)
- Dorothy Greenhough-Smith, pattinatrice artistica su ghiaccio britannica (n. 1882 - † 1965)
- Dorothy Hamill, ex pattinatrice artistica su ghiaccio statunitense (Chicago, n. 1956)

## Pistard(1)
- Dotsie Bausch, ex pistard statunitense (Louisville, n. 1973)

## Pittrici(2)
- Dorothy Brett, pittrice britannica (Mayfair, n. 1883 - Taos, † 1977)
- Dorothy Tennant, pittrice inglese (Londra, n. 1855 - † 1926)

## Politiche(2)
- Ann Richards, politica statunitense (Lakeview, n. 1933 - Austin, † 2006)
- Louise Slaughter, politica statunitense (Lynch, n. 1929 - Washington, † 2018)

## Psicoanaliste(1)
- Dorothy Burlingham, psicoanalista statunitense (New York, n. 1891 - Londra, † 1979)

## Registe(1)
- Dorothy Arzner, regista, montatrice e sceneggiatrice statunitense (San Francisco, n. 1897 - La Quinta, † 1979)

## Religiose(2)
- Dorothy Ripley, religiosa, missionaria e scrittrice britannica (Whitby, n. 1767 - † 1831)
- Dorothy Stang, religiosa e missionaria brasiliana (Dayton, n. 1931 - Anapu, † 2005)

## Sceneggiatrici(2)
- Dorothy Farnum, sceneggiatrice statunitense (New York, n. 1900 - North Andover, † 1970)
- D.C. Fontana, sceneggiatrice e scrittrice statunitense (Sussex, n. 1939 - Los Angeles, † 2019)

## Schermitrici(1)
- Sheila Armstrong, schermitrice statunitense (Upland, n. 1949 - Los Angeles, † 2010)

## Scrittrici(23)
- Dorothy Allison, scrittrice, saggista e antropologa statunitense (Greenville, n. 1949 - Guerneville, † 2024)
- Dorothy Baker, scrittrice statunitense (Missoula, n. 1907 - Terra Bella, † 1968)
- Dorothy Canfield Fisher, scrittrice e romanziere statunitense (Lawrence, n. 1879 - Arlington, † 1958)
- Dorothy Cannell, scrittrice statunitense (Nottingham, n. 1943)
- Dorothy Dunnett, scrittrice scozzese (Dunfermline, n. 1923 - Edimburgo, † 2001)
- Dorothy Eady, scrittrice e egittologa inglese (Blackheath, n. 1904 - El Araba El Madfuna, † 1981)
- Dossie Easton, scrittrice e psicoterapeuta statunitense (Andover, n. 1944)
- Dorothy Gilman, scrittrice statunitense (New Brunswick, n. 1923 - Rye Brook, † 2012)
- Dorothy B. Hughes, scrittrice e critica letteraria statunitense (Kansas City, n. 1904 - Ashland, † 1993)
- Dorothy M. Johnson, scrittrice statunitense (McGregor, n. 1905 - Missoula, † 1984)
- Dorothy Macardle, scrittrice, drammaturga e storica irlandese (Dundalk, n. 1889 - Drogheda, † 1958)
- Acharya S, scrittrice statunitense (n. 1960 - † 2015)
- Dorothy Osborne, scrittrice inglese (Chicksands Priory, n. 1627 - Moor Park, † 1695)
- Dorothy Parker, scrittrice, poetessa e giornalista statunitense (Long Branch, n. 1893 - New York, † 1967)
- Dorothy Richardson, scrittrice inglese (Abingdon-on-Thames, n. 1873 - Beckenham, † 1957)
- Anna Riva, scrittrice e imprenditrice statunitense (n. 1922 - † 2003)
- Dorothy Salisbury Davis, scrittrice statunitense (Chicago, n. 1916 - Palisades, † 2014)
- Dorothy L. Sayers, scrittrice, poetessa e drammaturga britannica (Oxford, n. 1893 - Witham, † 1957)
- Dodie Smith, scrittrice e drammaturga britannica (Whitefield, n. 1896 - Uttlesford, † 1990)
- Dorothy Strachey, scrittrice e traduttrice britannica (n. 1865 - † 1960)
- Dorothy Uhnak, scrittrice statunitense (The Bronx, n. 1930 - Greenport West, † 2006)
- Dorothy West, scrittrice statunitense (Boston, n. 1907 - Boston, † 1998)
- Dorothy Wordsworth, scrittrice e poetessa inglese (Cockermouth, n. 1771 - † 1855)

## Socialite(1)
- Dorothy Macmillan, socialite inglese (n. 1900 - West Sussex, † 1966)

## Soprani(3)
- Dorothy Dow, soprano statunitense (Houston, n. 1920 - Galveston, † 2005)
- Dorothy Kirsten, soprano e attrice statunitense (Montclair, n. 1910 - Los Angeles, † 1992)
- Dorothy Sarnoff, soprano statunitense (New York, n. 1914 - New York, † 2008)

## Tenniste(6)
- Dorothy Andrus, tennista statunitense (New York, n. 1908 - Sarasota, † 1989)
- Dorothy Bundy, tennista statunitense (Los Angeles, n. 1916 - Escondido, † 2014)
- Dorothy Head Knode, tennista statunitense (Richmond, n. 1925 - Novato, † 2015)
- Dorothy Round Little, tennista britannica (Dudley, n. 1908 - Kidderminster, † 1982)
- Dorothy Shepherd-Barron, tennista britannica (Beighton, n. 1897 - Melbourn, † 1953)
- Dorothy Stevenson, tennista australiana

## Traduttrici(1)
- Dorothy Wilde, traduttrice e socialite britannica (Londra, n. 1895 - † 1941)

## Tuffatrici(1)
- Dorothy Poynton-Hill, tuffatrice statunitense (Salt Lake City, n. 1915 - Riverside, † 1995)

## Velociste(3)
- Dorothy Brookshaw, velocista canadese (Toronto, n. 1912 - † 1962)
- Dorothy Hyman, ex velocista britannica (Cudworth, n. 1941)
- Dorothy Manley, velocista britannica (Londra, n. 1927 - Londra, † 2021)

## Violiniste(1)
- Dorothy DeLay, violinista e docente statunitense (Medicine Lodge, n. 1917 - New York, † 2002)

## Virologhe(1)
- Dorothy H. Crawford, virologa e scrittrice britannica

## Senza attività specificata(2)
- Dolly Pentreath, britannica (Mousehole, n. 1692 - Paul, † 1777)
- Dorothy Wadham, inglese (Edge - Edge, † 1518)